# Lasioglossum aberrans
Lasioglossum aberrans är en biart som först beskrevs av Crawford 1903.  Lasioglossum aberrans ingår i släktet smalbin, och familjen vägbin. Inga underarter finns listade i Catalogue of Life.

## Bildgalleri

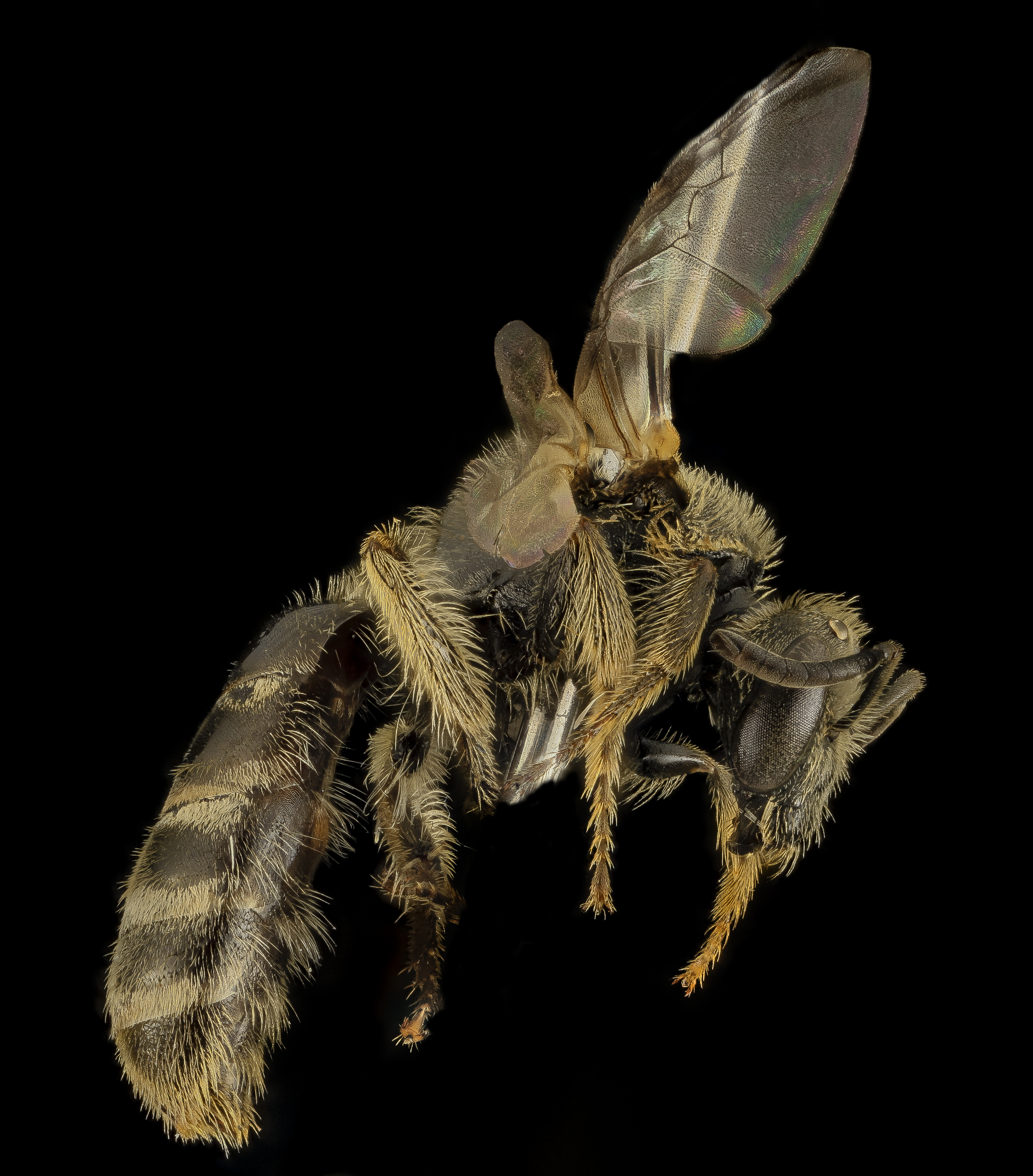